# Lucy Morton
Lucy Morton, później Heaton (ur. 23 lutego 1898 w Knutsford, zm. 26 sierpnia 1980 w Blackpool) – brytyjska pływaczka specjalizująca się w stylu klasycznym, mistrzyni olimpijska (1924).

## Kariera pływacka
W 1916 roku pobiła rekordy świata na dystansie 150 yd stylem grzbietowym i 200 yd stylem klasycznym. Nie mogła jednak wystartować cztery lata później na igrzyskach olimpijskich w Antwerpii, ponieważ rywalizacja pływacka kobiet była wtedy ograniczona do stylu dowolnego. 
Szansa na medal olimpijski pojawiła się w 1924 roku. Morton w konkurencji 200 m stylem klasycznym zdobyła złoto i stała się tym samym pierwszą Brytyjką, która wywalczyła mistrzostwo olimpijskie w pływaniu.
W 1988 roku została wprowadzona pośmiertnie do International Swimming Hall of Fame.